# Đau cơ
Đau cơ, hay đau trong cơ, là một triệu chứng biểu hiện với một loạt các bệnh. Trong khi nguyên nhân phổ biến nhất là việc sử dụng quá mức một cơ hoặc nhóm cơ, đau cơ cấp tính cũng có thể là do nhiễm virus, đặc biệt là trong trường hợp không có tiền sử chấn thương. Đau cơ dài hạn có thể là dấu hiệu của bệnh cơ do chuyển hóa, một số thiếu hụt dinh dưỡng hoặc hội chứng mệt mỏi mãn tính.

## Nguyên nhân
Các nguyên nhân phổ biến nhất của đau cơ là lạm dụng, chấn thương hoặc căng thẳng. Tuy nhiên, đau cơ cũng có thể được gây ra bởi các bệnh, thuốc hoặc do phản ứng với việc tiêm phòng. Mất nước đôi khi cũng dẫn đến đau cơ, cho những người tham gia vào các hoạt động thể chất rộng rãi như tập luyện. Đó cũng là dấu hiệu của sự đào thải cấp tính sau phẫu thuật ghép tim.
Các nguyên nhân phổ biến nhất là:
Chấn thương hoặc chấn thương, bao gồm bong gân, tụ máu: 
- Lạm dụng: sử dụng một cơ bắp quá nhiều, quá thường xuyên, bao gồm cả việc bảo vệ một chấn thương riêng biệt
- Căng thẳng mãn tính

Đau cơ xảy ra với:
Tiêu cơ vân, liên quan đến:
- Vi-rút
- Chấn thương nén dẫn đến hội chứng lòng
- Liên quan đến thuốc
  - Thông thường fibrate và statin
  - Thỉnh thoảng thuốc ức chế men chuyển, cocaine và một số loại thuốc retro-virus
  - Thiếu kali nặng

Đau cơ xơ
Hội chứng Ehlers-Danlos

### Hội chứng cai nghiện từ một số loại thuốc
Ngừng đột ngột corticosteroid, opioid, barbiturat, benzodiazepin, caffeine hoặc rượu đều có thể gây đau cơ.

## Điều trị
Khi không rõ nguyên nhân gây đau cơ, cần điều trị triệu chứng. Các phương pháp điều trị phổ biến bao gồm áp nhiệt, nghỉ ngơi, paracetamol, NSAID và thuốc giãn cơ.